# Gentil de Valadares
Gentil Maria das Dores Valadares Seixas (Chaves, 25 de Fevereiro de 1916 - Alvor, 17 de Setembro de 2006) foi um poeta português.

## Biografia

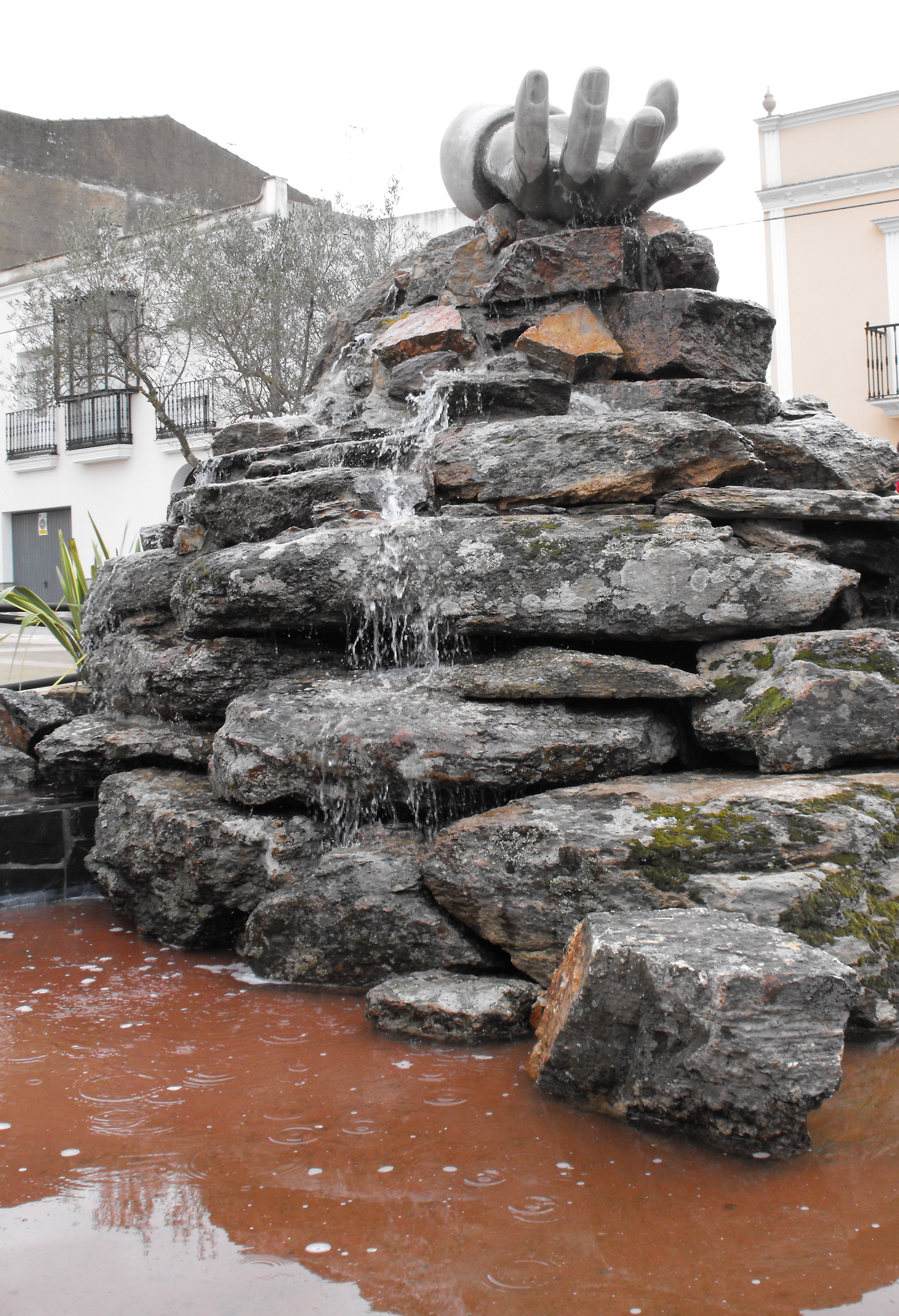
Monumento a António Augusto de Seixas e à população de Barrancos, situado em Oliva de la Frontera, no concelho de Badajoz, em Espanha.

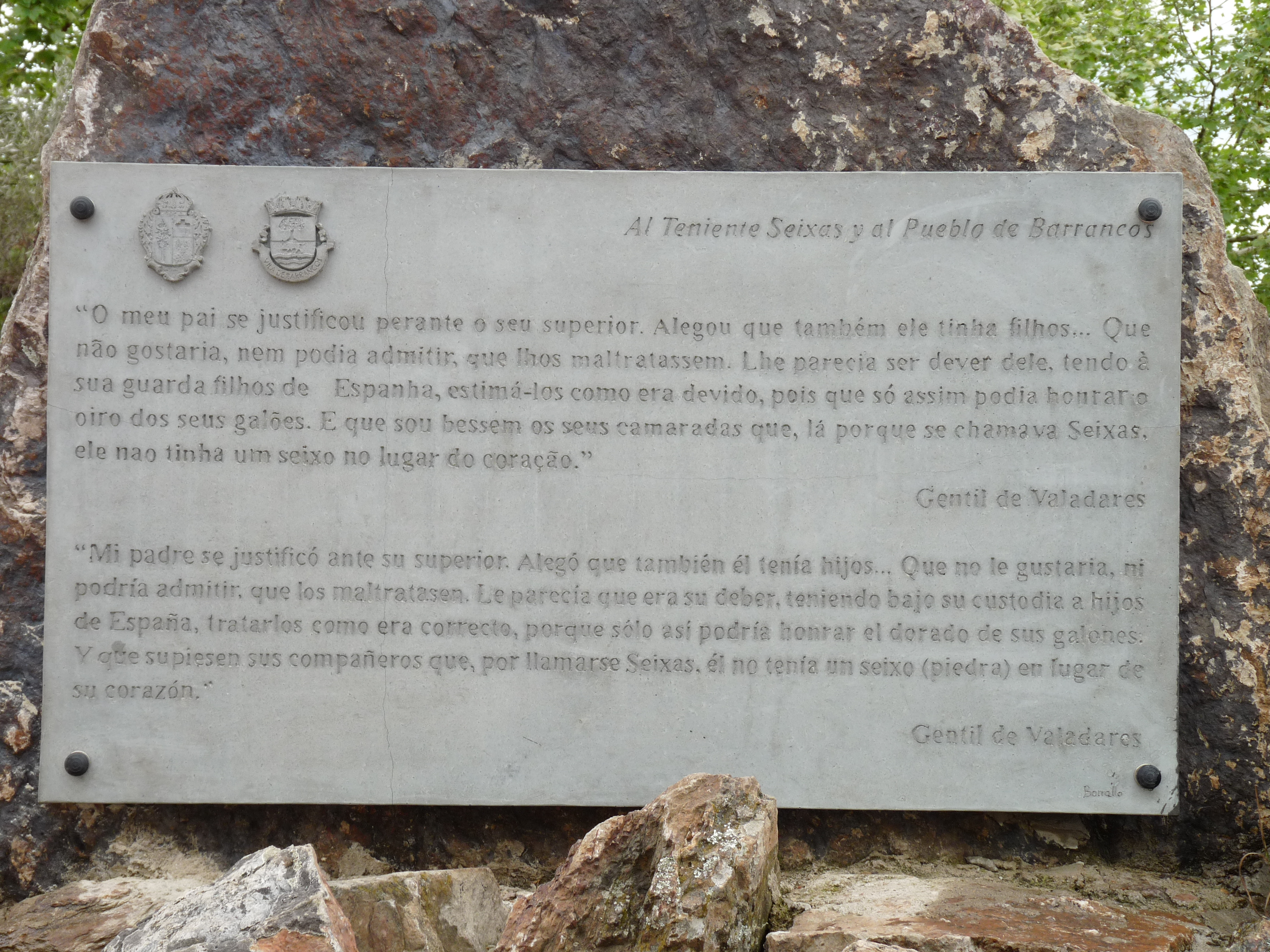
Placa no monumento, com uma citação de Gentil de Valadares sobre o seu pai.

### Nascimento
Nasceu em 1916, na vila de Chaves. filho do tenente António Augusto de Seixas, que se celebrizou por ter salvo muitas centenas de refugiados durante a Guerra Civil Espanhola.

### Carreira profissional e literária
Trabalhou durante cerca de quarenta anos no Ministério das Finanças. Como escritor, lançou várias obras de prosa e poesia, e fez parte da Associação Portuguesa de Escritores. Uma das suas obras foi o livro João Verde: Vida e Obra de 1961, sobre o poeta José Rodrigues Vale. Também colaborou com assiduidade na imprensa regional.
Colaborou na produção da obra Barrancos na encruzilhada da Guerra Civil de Espanha, de Maria Dulce Simões, publicada em 2007.

### Falecimento
Faleceu na vila de Alvor, em 2006.

## Homenagens
O seu nome foi colocado num arruamento em Chaves.

## Obras publicadas
- João Verde: Vida e Obra. [S.l.: s.n.] 1961. 144 páginas
- Luar e sol. Barcelos: Papelaria «Liz». 1961. 104 páginas
- Cruz. Barcelos: Papelaria «Liz». 1961. 138 páginas
- Flauta enamorada. Barcelos: Papelaria «Liz». 1961. 126 páginas

- Flauta enamorada. Barcelos: Papelaria «Liz». 1961. 126 páginas